# Local 9
 (janvier 2025).
Local 9 est un groupe espagnol de hard rock, originaire de Valence. Le groupe est formé en 2006 par le batteur Julio JJ. Plus tard, le bassiste David Marqués et le guitariste José Luis Galán rejoignent le groupe, en novembre 2014 David Tormo et début 2015 Miki complète le line-up. Après plusieurs années de composition, leur première production musicale sort en 2011.

## Histoire
En juillet 2006, le batteur Julio JJ forme l'embryon de ce qui sera un nouveau projet musical. Plus tard, en février 2008, le bassiste David Marqués rejoint le groupe, et José Luis Galán à la guitare rythmique le rejoint en juillet 2011. En 2011, ils sortent un EP, avec quatre chansons, intitulé Pacto de diablos. Fin 2012, ils enregistrent leur premier clip sous la direction de David X Myers, de la chanson homonyme que l'EP.
En 2013, ils enregistrent leur premier album dans les studios Fireworks à Massanassa, intitulé Local 9, avec la nouveauté que leurs chansons contiennent des paroles en espagnol et en mandarin. et des collaborations avec le bassiste de Dragonfly, Juanba Nadal, et le leader de Zarpa, Vicente Feijóo ; et des artistes chinois, comme Lan Xi Huang, jouant de la cornemuse. En mars de la même année, le groupe présente l'album à l'Institut Confucius de l'université de Valence, avec un grand retentissement dans les médias espagnols et chinois basés en Europe,,,,.
En février 2014, ils sortent un album commun avec José Andrëa et Uróboros intitulé Juntos pero revueltos, ainsi qu'un clip vidéo de la chanson Sólo puedo nidar en ti. La chanson est basée sur l'histoire de l'écrivain chinois Sanmao et de son époux José María Quero, de nationalité espagnole.
En novembre 2014, David Tormo rejoint le groupe et début 2015, Miki complète le line-up, avec lequel l'album Sinergia sort en mai 2016, enregistré aux studios DT Sound à Cocentaina et Fireworks à Massanassa, mixé par Gorka Alegre et masterisé par Mika Jussila aux studios Finnvox à Helsinki. Et avec la collaboration de la soprano María José Martos dans la chanson Valor para recordar, dédiée aux victimes des attentats de l'ETA. 

## Discographie
- 2011 : Pacto de diablos (EP)
- 2013 : Local 9
- 2014 : Juntos pero revueltos
- 2015 : Sinergia